# Бросс, Шарль де
Шарль де Бросс (фр. Charles de Brosses; 7 февраля 1709, Дижон — 7 мая 1777, Дижон) — французский историк и этнограф, выдающийся деятель эпохи Просвещения. Автор таких сочинений, как «Письма о состоянии города Геркуланума»; «История навигаций в Южных землях»; «О культе богов-фетишей, или Сравнение древней религии Египта с современной религией Нигритии»; «Оракул Додоны» и др. В историю антропологии Шарль де Бросс вошел как основоположник теории фетишизма.

## Биография
Шарль де Бросс родился в 1709 году в Дижоне в семье крупных землевладельцев. Окончил иезуитский колледж, затем — факультет права университета в Дижоне, где изучал право, историю, латинский, греческий и некоторые восточные языки. С 1730 — советник, а с 1741 и до самой смерти — президент Дижонского парламента. В 1759 году появляется двухтомный труд де Бросса по истории мореплаваний в .Южные земли. Эта работа представляет собой детальный анализ отчетов и дневниковых записей путешественников XVI—XVIII вв. В этой книге, в частности, содержится значительный этнографический материал о религиозных обычаях различных племен Африки, Азии и Америки. Позднее данный материал послужил базой для дальнейших религиоведческих обобщений. Шарль де Бросс участвовал в написании «Энциклопедии» Дени Дидро. поддерживал дружеские отношения с французскими энциклопедистами — д’Аламбером, Гольбахом, Гельвецием. Он также был хорошо знаком с трудами английских философов: Гоббса, Локка, Юма (идеи последнего оказали влияние на научные взгляды самого де Бросса).
Умер Шарль де Бросс в 1777 году.

## Научные взгляды
В своих научных работах Шарль де Бросс выступает как основоположник теории фетишизма в изучении религии, которая оказала значительное влияние на развитие антропологии религии в дальнейшем. В свою очередь, на становление и развитие концепции де Бросса повлияли философские идеи Дэвида Юма; в частности, его работа «Естественная история религии», в которой доказывается, что политеизм был первой религией людей. Де Бросс же дополняет данный тезис и утверждает, что первоначальные политеистические верования носили фетишистский характер. Развивая эту идею, де Бросс пишет о том, что в основе религии лежит эмоциональность, выраженная в первобытном фетишизме. Предполагая существование невидимых сил и имея перед ними чувство страха, фетишист объединяет в своем сознании противоположности: невидимую силу и видимый объект. при этом, в своем эмоциональном состоянии он не различает материальный предмет и ту духовную силу, существование которой он сам только предполагает. В работе «О культе богов-фетишей, или Сравнение древней религии Египта с современной религией Нигритии» исследователь указывал на значительное распространение у древних народов и ряда современных племен культа поклонения животным или неодушевленным существам: «Истоки этого культа идут от того времени, когда люди были совершенными дикарями, погрязшими в невежестве и варварстве. За исключением избранного народа, все народы были в таком состоянии». Исходя из этого тезиса, ученый предлагает классифицировать религии по двум типам культов фетишей: «Известно, что среди наиболее древних народов мира одни, совершенно дикие и грубые, погрязли во власти суеверной тупости и чтут эти странные земные божества, в то время как другие, менее безрассудные, почитают солнце и звезды». Приведенная цитата наглядно свидетельствует о недостаточной разработанности на тот момент методологического и терминологического аппарата религиоведения. Показательно, что исследователь чрезвычайно широко трактует понятие фетишизма, включая в него тотемизм, зоолатрию, дриадные, солярные, лунарные культы и т. д.
В предисловии к своей работе «О культе богов-фетишей, или Сравнение древней религии Египта с современной религией Нигритии» де Бросс, сперва, дает пояснение к термину «фетишизм», поскольку изначально он относится к верованиям африканских народов. Он уточняет, что в своем труде будет использовать данный термин в отношении любого народа, у которого предметы культа — это обожествленные животные или неодушевленные предметы. Первая часть трактата посвящена анализу фетишизма у современных де Броссу варварских народов. В этом же разделе он отмечает тот факт, что данное поклонение (фетишизм) имеет существенное отличие от идололатрии (идолопоклонства), где идол представляет другой предмет, к которому человек обращается на самом деле; в случае же с фетишизмом культ адресуется непосредственно к живому организму (животному или растению). Вторая часть посвящена сравнению изложенного в первой материала с фетишизмом древних народов (Древний Египет). Автор отмечает, что среди самых ранних фетишей египтян можно выделить змею, крокодила, реку Нил. Причем в случае с фетишем-животным к нему было соответственное отношение: если животное содержалось кем-то из должностных лиц, то на него выделялись дополнительные расходы, во время путешествия его брали с собой, и если животное в дороге умирало, то его бальзамировали и возвращали на место почитания, где и хоронили. Убить же священное животное мог только чужестранец, не знающий обычаев древних египтян. Третья часть работы посвящена причинам возникновения фетишей. Здесь де Бросс заключает, что человеческий ум, подверженный страху и безрассудству, порождает разного рода суеверия, к числу которых относится и фетишизм.
Де Бросс выдвигает важный тезис об историческом характере «религии фетишизма». Являясь одной из древнейших форм развития религии в целом, фетишизм становился в дальнейшем её неотъемлемой частью. Рудименты фетишистских воззрений, по мнению историка, могут быть обнаружены при изучении мифологии соответствующей религиозной традиции и иного культурного материала. В работе «Трактат о механическом образовании языков и физических принципах этимологии» де Бросс отмечает историческое развитие сознания, которое заключается в переходе от чувственного восприятия предметов к отвлеченному мышлению и предполагает при этом историческое развитие знания о Боге.
Вкладом де Бросса в развитие религиоведения и других гуманитарных наук является дальнейшая разработка и углубление исторического и компаративистского (сравнительного) методов исследования. Де Бросс проводил сравнение религий современных ему первобытных народов с религиями народов древности. Согласно историческому подходу, религия рассматривается как изменяющийся (в отдельных аспектах) во времени феномен, обладающий определёнными закономерностями развития, объединяющими его с другими религиозными традициями. Сравнительный подход позволил Де Броссу выявить общие черты в распространении фетишистских воззрений у древних и современных народов и обнаружить специфические этнокультурные отличия.

## Критика
Особенности исторической атмосферы XVIII века и представлений о развитии научной мысли привели к определённой ограниченности взглядов Де Бросса, который исключил, например, стадию фетишизма из развития иудаизма и христианства. На сегодняшний день работы Шарля Де Бросса имеют в основном историографическое значение. Дальнейшее накопление знаний и усовершенствование методов исследования привели к пересмотру ряда положений, который выдвинул в своем трактате де Бросс. Так, например, автор сводил сущность фетишизма к довольно примитивному пониманию: фетиш (обожествленный предмет) — это первый объект, который народ пожелал видеть своим божеством, а жрецы, в свою очередь, провели над ним обряд освящения. Также де Бросс не смог конкретизировать собственно феномен фетишизма и выявить его природу, сущность. Отчасти данное положение сумел позднее скорректировать основоположник теории анимизма Э. Б. Тайлор, который предложил рассматривать фетишизм как одну из ветвей анимизма. Противоречием в трактате де Бросса является и тот факт, что автор, положив в основу религии четыре чувства: страх, удивление, рассудительность и признательность, подчеркивает при этом иррациональный характер бесстрашия дикарей, которые идут на смерть ради своей святыни, или не дает иного объяснения их ревности, кроме как суеверия, то есть противоречит собственному тезису.

## Произведения
- «Lettres sur l'état de la ville d’Herculanum» (Dijon, 1750).
- «Histoire des navigations aux terres australes» (2 vol., Dijon, 1756).
- «Du culte des dieux fétiches» (Dijon, 1760). Русский перевод: О фетишизме / пер. Л. Р. Дунаевского. М.: Мысль, 1973.
- «Traité de la formation mécanique des langues» (2 vol., Paris, 1765; ещё одно издание 1801; перевод на русский язык А. Никольского, изд. 1821—22 Росс. академией (СПб.), под заглавием: "Рассуждение о механическом составе языков и физических началах этимологии).
- «Histoire de la République Romaine dans le cours du septième siécle, par Salluste» (3 vol., Dijon, 1777).
- «Lettres familières écrites d’Italie» (3e éd. 1858).